# Кишупе (приток Раматы)
Ки́шупе (латыш. Ķīšupe, Oļļas upe; эст. Jäärja, Jäärja peakraav, Järveotsa kraav) — река в Латвии и Эстонии. Течёт по территории Раматской волости Мазсалацского края и волости Саарде уезда Пярнумаа. Правый приток нижнего течения Раматы.
Длина реки составляет 10 км (по другим данным — 7 км). Площадь водосборного бассейна равняется 33,4 км².
Вытекает из озера Ярвеотса в волости Саарде (Эстония). В среднем течении сообщается с озером Раматас-Лиелэзерс через впадающий справа канал Эзергравис. Сливается с Раматой на территории села Рамата в Раматской волости Латвии.